# Timbuka larvata
Timbuka larvata är en spindelart som först beskrevs av O. Pickard-Cambridge 1896.  Timbuka larvata ingår i släktet Timbuka och familjen spökspindlar. Inga underarter finns listade i Catalogue of Life.